# Lista de episódios de Sob Pressão
A seguir se apresenta a lista de episódios de Sob Pressão, uma série de televisão brasileira na qual apresenta o dia-a-dia de um grupo de médicos que trabalham no sistema público de saúde e lutam para dar o melhor atendimento possível a seus pacientes apesar da escassez de recursos do hospital.
Escrita por Lucas Paraizo com a colaboração de Márcio Alemão, André Sirangelo, Pedro Riguetti e Flavio Araujo, conta com a direção artística de Andrucha Waddington, que assina também a direção geral ao lado de Mini Kerti, Rebeca Diniz, Júlio Andrade e Pedro Waddington, além da direção de gênero de José Luiz Villamarim.

## Resumo
| Temporada | Temporada     | Episódios | Exibição original    | Exibição original      | Emissora  |
| Temporada | Temporada     | Episódios | Estreia da temporada | Final da temporada     | Emissora  |
| --------- | ------------- | --------- | -------------------- | ---------------------- | --------- |
|           | 1             | 9         | 25 de julho de 2017  | 19 de setembro de 2017 | TV Globo  |
|           | 2             | 11        | 8 de outubro de 2018 | 18 de dezembro de 2018 | TV Globo  |
|           | 3             | 14        | 2 de maio de 2019    | 25 de julho de 2019    | TV Globo  |
|           | Plantão Covid | 2         | 6 de outubro de 2020 | 13 de outubro de 2020  | TV Globo  |
|           | 4             | 11        | 12 de agosto de 2021 | 21 de outubro de 2021  | TV Globo  |
|           | 5             | 12        | 2 de junho de 2022   | 7 de julho de 2022     | Globoplay |

## Episódios

### Temporada 1 (2017)
| N.º na série | N.º na temp. | Título       | Dirigido por                     | Escrito por                                                 | Exibição original      | Audiência |
| ------------ | ------------ | ------------ | -------------------------------- | ----------------------------------------------------------- | ---------------------- | --------- |
| 1            | 1            | "Episódio 1" | Andrucha Waddington e Mini Kerti | Jorge Furtado, Lucas Paraizo, Antonio Prata e Márcio Alemão | 25 de julho de 2017    | 28,2      |
| 2            | 2            | "Episódio 2" | Andrucha Waddington e Mini Kerti | Antonio Prata                                               | 1 de agosto de 2017    | 25,7      |
| 3            | 3            | "Episódio 3" | Andrucha Waddington e Mini Kerti | Lucas Paraizo                                               | 8 de agosto de 2017    | 26,7      |
| 4            | 4            | "Episódio 4" | Andrucha Waddington e Mini Kerti | Jorge Furtado                                               | 15 de agosto de 2017   | 28,5      |
| 5            | 5            | "Episódio 5" | Andrucha Waddington e Mini Kerti | Márcio Alemão                                               | 22 de agosto de 2017   | 28,4      |
| 6            | 6            | "Episódio 6" | Andrucha Waddington e Mini Kerti | Márcio Alemão                                               | 29 de agosto de 2017   | 28,8      |
| 7            | 7            | "Episódio 7" | Andrucha Waddington e Mini Kerti | Antonio Prata                                               | 5 de setembro de 2017  | 26,0      |
| 8            | 8            | "Episódio 8" | Andrucha Waddington e Mini Kerti | Lucas Paraizo                                               | 12 de setembro de 2017 | 27,5      |
| 9            | 9            | "Episódio 9" | Andrucha Waddington e Mini Kerti | Jorge Furtado, Lucas Paraizo, Antonio Prata e Márcio Alemão | 19 de setembro de 2017 | 27,3      |

### Temporada 2 (2018)
| N.º na série | N.º na temp. | Título        | Dirigido por                     | Escrito por                   | Exibição original      | Audiência |
| ------------ | ------------ | ------------- | -------------------------------- | ----------------------------- | ---------------------- | --------- |
| 10           | 1            | "Episódio 1"  | Andrucha Waddington              | Lucas Paraizo                 | 9 de outubro de 2018   | 22,5      |
| 11           | 2            | "Episódio 2"  | Andrucha Waddington              | Márcio Alemão                 | 16 de outubro de 2018  | 23,3      |
| 12           | 3            | "Episódio 3"  | Mini Kerti                       | André Sirangelo               | 23 de outubro de 2018  | 20,1      |
| 13           | 4            | "Episódio 4"  | Andrucha Waddington              | Antonio Prata                 | 30 de outubro de 2018  | 23,4      |
| 14           | 5            | "Episódio 5"  | Andrucha Waddington              | André Sirangelo               | 6 de novembro de 2018  | 22,4      |
| 15           | 6            | "Episódio 6"  | Mini Kerti                       | Márcio Alemão                 | 13 de novembro de 2018 | 20,7      |
| 16           | 7            | "Episódio 7"  | Mini Kerti                       | Antonio Prata                 | 20 de novembro de 2018 | 19,5      |
| 17           | 8            | "Episódio 8"  | Andrucha Waddington              | Lucas Paraizo                 | 27 de novembro de 2018 | 20,9      |
| 18           | 9            | "Episódio 9"  | Andrucha Waddington              | Antonio Prata                 | 4 de dezembro de 2018  | 20,6      |
| 19           | 10           | "Episódio 10" | Mini Kerti                       | André Sirangelo               | 11 de dezembro de 2018 | 20,7      |
| 20           | 11           | "Episódio 11" | Andrucha Waddington e Mini Kerti | Márcio Alemão e Antonio Prata | 18 de dezembro de 2018 | 20,6      |

### Temporada 3 (2019)
| N.º na série | N.º na temp. | Título        | Dirigido por                           | Escrito por                                                                   | Exibição original   | Audiência |
| ------------ | ------------ | ------------- | -------------------------------------- | ----------------------------------------------------------------------------- | ------------------- | --------- |
| 21           | 1            | "Episódio 1"  | Andrucha Waddington                    | Lucas Paraizo                                                                 | 2 de maio de 2019   | 19,8      |
| 22           | 2            | "Episódio 2"  | Andrucha Waddington                    | Márcio Alemão                                                                 | 9 de maio de 2019   | 21,2      |
| 23           | 3            | "Episódio 3"  | Mini Kerti                             | Flavio Araujo                                                                 | 16 de maio de 2019  | 21,9      |
| 24           | 4            | "Episódio 4"  | Rebeca Diniz                           | André Sirangelo                                                               | 23 de maio de 2019  | 21,0      |
| 25           | 5            | "Episódio 5"  | Pedro Waddington                       | Cláudia Jouvin                                                                | 30 de maio de 2019  | 23,2      |
| 26           | 6            | "Episódio 6"  | Andrucha Waddington                    | Márcio Alemão                                                                 | 6 de junho de 2019  | 21,4      |
| 27           | 7            | "Episódio 7"  | Mini Kerti                             | Cláudia Jouvin e Pedro Riguetti                                               | 13 de junho de 2019 | 22,2      |
| 28           | 8            | "Episódio 8"  | Andrucha Waddington e Rebeca Diniz     | Flavio Araujo                                                                 | 20 de junho de 2019 | 22,3      |
| 29           | 9            | "Episódio 9"  | Júlio Andrade                          | Márcio Alemão                                                                 | 26 de junho de 2019 | 24,3      |
| 30           | 10           | "Episódio 10" | Andrucha Waddington e Júlio Andrade    | André Sirangelo                                                               | 26 de junho de 2019 | 24,3      |
| 31           | 11           | "Episódio 11" | Mini Kerti                             | Flavio Araujo                                                                 | 4 de julho de 2019  | 23,0      |
| 32           | 12           | "Episódio 12" | Pedro Waddington                       | André Sirangelo                                                               | 11 de julho de 2019 | 22,8      |
| 33           | 13           | "Episódio 13" | Andrucha Waddington e Rebeca Diniz     | Márcio Alemão, Flavio Araujo e Pedro Riguetti                                 | 18 de julho de 2019 | 20,6      |
| 34           | 14           | "Episódio 14" | Andrucha Waddington e Pedro Waddington | Lucas Paraizo, Márcio Alemão, André Sirangelo, Flavio Araujo e Pedro Riguetti | 25 de julho de 2019 | 25,0      |

### Especial:Plantão Covid(2020)
| N.º na série | N.º na temp. | Título       | Dirigido por        | Escrito por   | Exibição original     | Audiência |
| ------------ | ------------ | ------------ | ------------------- | ------------- | --------------------- | --------- |
| 35           | 1            | "Episódio 1" | Andrucha Waddington | Lucas Paraizo | 6 de outubro de 2020  | 18,6      |
| 36           | 2            | "Episódio 2" | Andrucha Waddington | Lucas Paraizo | 13 de outubro de 2020 | 18,0      |

### Temporada 4 (2021)
| N.º na série | N.º na temp. | Título        | Dirigido por                           | Escrito por                                                                   | Exibição original      | Audiência |
| ------------ | ------------ | ------------- | -------------------------------------- | ----------------------------------------------------------------------------- | ---------------------- | --------- |
| 37           | 1            | "Episódio 1"  | Andrucha Waddington                    | Lucas Paraizo, Márcio Alemão e Pedro Riguetti                                 | 12 de agosto de 2021   | 20,4      |
| 38           | 2            | "Episódio 2"  | Andrucha Waddington                    | Lucas Paraizo e Flavio Araujo                                                 | 19 de agosto de 2021   | 18,8      |
| 39           | 3            | "Episódio 3"  | Mini Kerti                             | Lucas Paraizo e Flavio Araujo                                                 | 26 de agosto de 2021   | 20,7      |
| 40           | 4            | "Episódio 4"  | Rebeca Diniz                           | Lucas Paraizo e Márcio Alemão                                                 | 1 de setembro de 2021  | 20,3      |
| 41           | 5            | "Episódio 5"  | Andrucha Waddington e Pedro Waddington | Lucas Paraizo, André Sirangelo e Pedro Riguetti                               | 8 de setembro de 2021  | 20,2      |
| 42           | 6            | "Episódio 6"  | Mini Kerti                             | Lucas Paraizo, Flavio Araujo e Pedro Riguetti                                 | 16 de setembro de 2021 | 18,2      |
| 43           | 7            | "Episódio 7"  | Mini Kerti e Rebeca Diniz              | Lucas Paraizo e Márcio Alemão                                                 | 23 de setembro de 2021 | 18,8      |
| 44           | 8            | "Episódio 8"  | Pedro Waddington                       | Lucas Paraizo e Márcio Alemão                                                 | 30 de setembro de 2021 | 17,7      |
| 45           | 9            | "Episódio 9"  | Júlio Andrade                          | Lucas Paraizo e Flavio Araujo                                                 | 7 de outubro de 2021   | 13,9      |
| 46           | 10           | "Episódio 10" | Mini Kerti                             | Lucas Paraizo e André Sirangelo                                               | 13 de outubro de 2021  | 19,8      |
| 47           | 11           | "Episódio 11" | Andrucha Waddington e Pedro Waddington | Lucas Paraizo, Márcio Alemão, André Sirangelo, Flavio Araujo e Pedro Riguetti | 21 de outubro de 2021  | 18,5      |

### Temporada 5 (2022)
| N.º na série | N.º na temp. | Título        | Dirigido por                           | Escrito por                                    | Exibição original   | Audiência |
| ------------ | ------------ | ------------- | -------------------------------------- | ---------------------------------------------- | ------------------- | --------- |
| 48           | 1            | "Episódio 1"  | Andrucha Waddington                    | Lucas Paraizo e André Sirangelo                | 2 de junho de 2022  | 10,5      |
| 49           | 2            | "Episódio 2"  | Andrucha Waddington                    | Lucas Paraizo e Márcio Alemão                  | 2 de junho de 2022  | 11,4      |
| 50           | 3            | "Episódio 3"  | Mini Kerti e Rebeca Diniz              | Flavio Araujo                                  | 9 de junho de 2022  | 11,0      |
| 51           | 4            | "Episódio 4"  | Rebeca Diniz                           | Pedro Riguetti                                 | 9 de junho de 2022  | 9,5       |
| 52           | 5            | "Episódio 5"  | Pedro Waddington                       | Pedro Riguetti                                 | 16 de junho de 2022 | 9,9       |
| 53           | 6            | "Episódio 6"  | Andrucha Waddington                    | André Sirangelo                                | 16 de junho de 2022 | 9,7       |
| 54           | 7            | "Episódio 7"  | Rebeca Diniz e Pedro Waddington        | Flavio Araujo                                  | 23 de junho de 2022 | 10,7      |
| 55           | 8            | "Episódio 8"  | Júlio Andrade                          | Márcio Alemão                                  | 23 de junho de 2022 | ASD       |
| 56           | 9            | "Episódio 9"  | Andrucha Waddington                    | Márcio Alemão                                  | 30 de junho de 2022 | ASD       |
| 57           | 10           | "Episódio 10" | Rebeca Diniz                           | Pedro Riguetti                                 | 30 de junho de 2022 | ASD       |
| 58           | 11           | "Episódio 11" | Pedro Waddington e Júlio Andrade       | Flavio Araujo                                  | 7 de julho de 2022  | ASD       |
| 59           | 12           | "Episódio 12" | Andrucha Waddington e Pedro Waddington | André Sirangelo, Márcio Alemão e Flavio Araujo | 7 de julho de 2022  | ASD       |